# Dům pánů z Vizovic
Dům pánů z Vizovic je renesanční měšťanský dům v Hustopečích z roku 1594. Stojí v Mrštíkově ulici č.13, č.p. 116. Dům byl postaven jako sídlo purkmistra Kryštofa Wissingera z Vizovic ve stylu vlašské renezance s honosným průčelím. Na konci 18. století dům sloužil jako městská lékárna Panny Marie Pomocné. Dům měl podle tradice několik únikových chodeb vedoucích za hradby města, jedna údajně vedla až do Kurdějova.

## Galerie

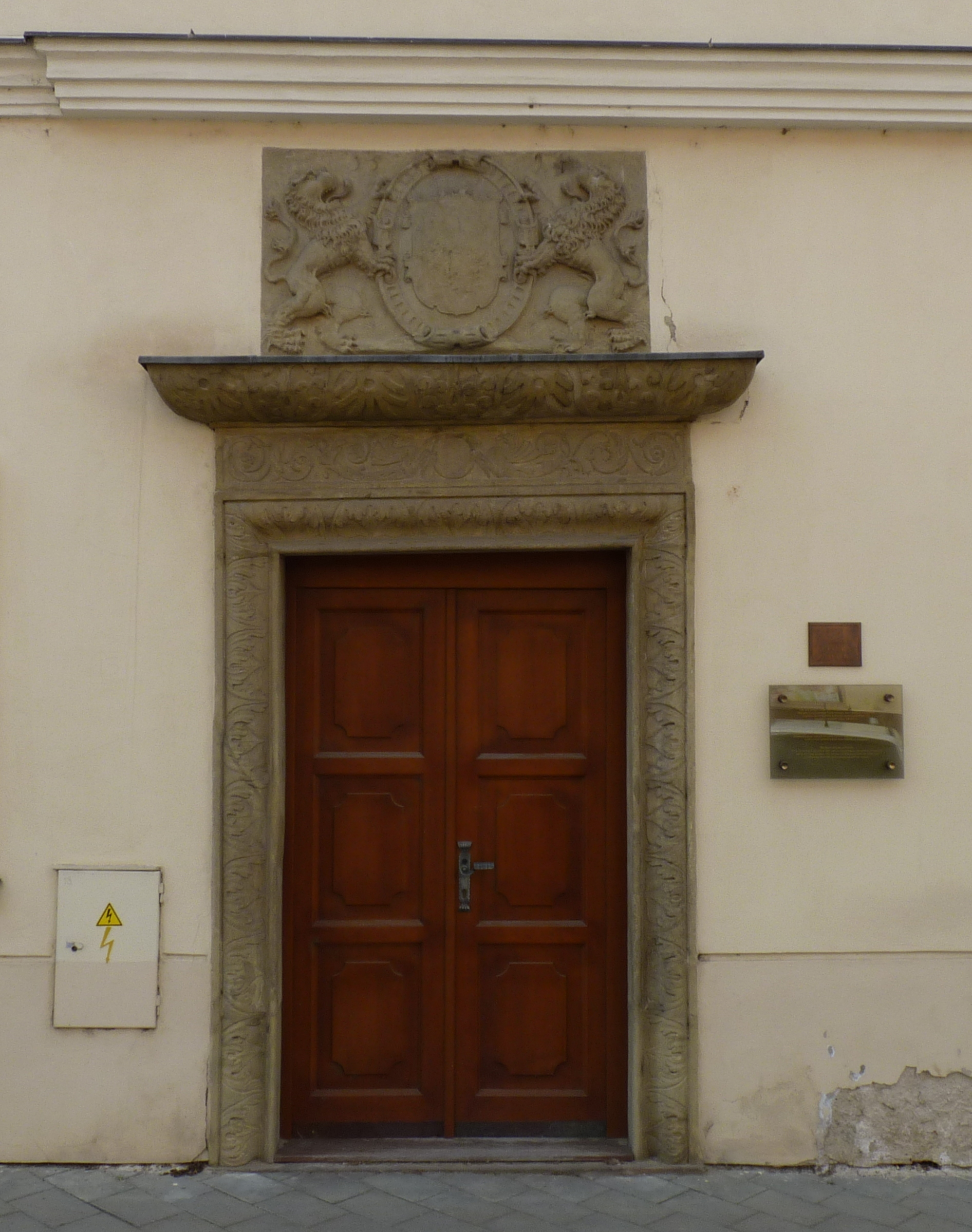
Vstupní dveře
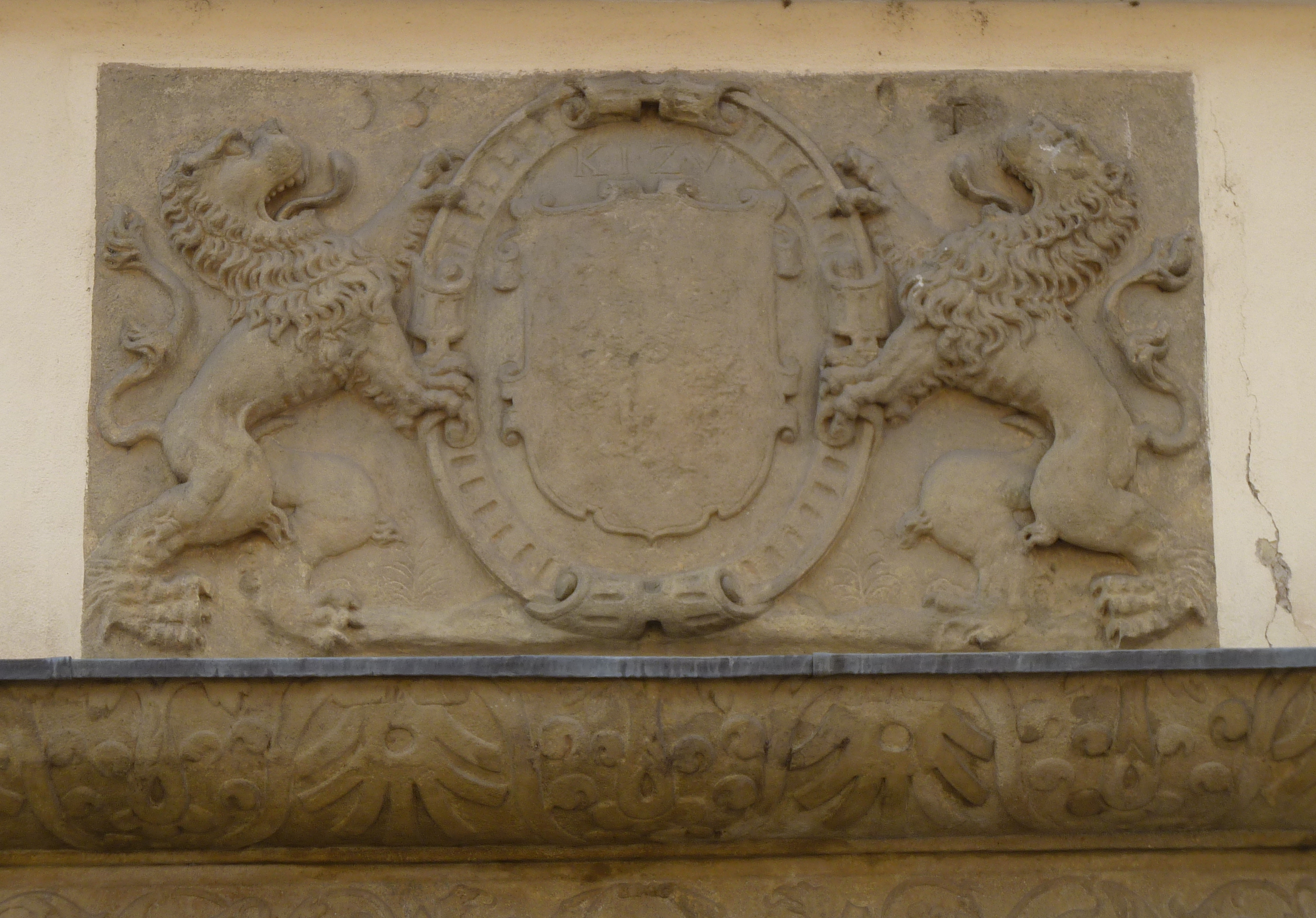
Detail desky s reliéfní kartuší